# Špačince
Špačince jsou obec na Slovensku, v okrese Trnava v Trnavském kraji.  Žije zde přibližně 3 100 obyvatel. První písemná zmínka o obci pochází z roku 1111. V obci stojí římskokatolický kostel Narození Panny Marie.

## Galerie

Špačince
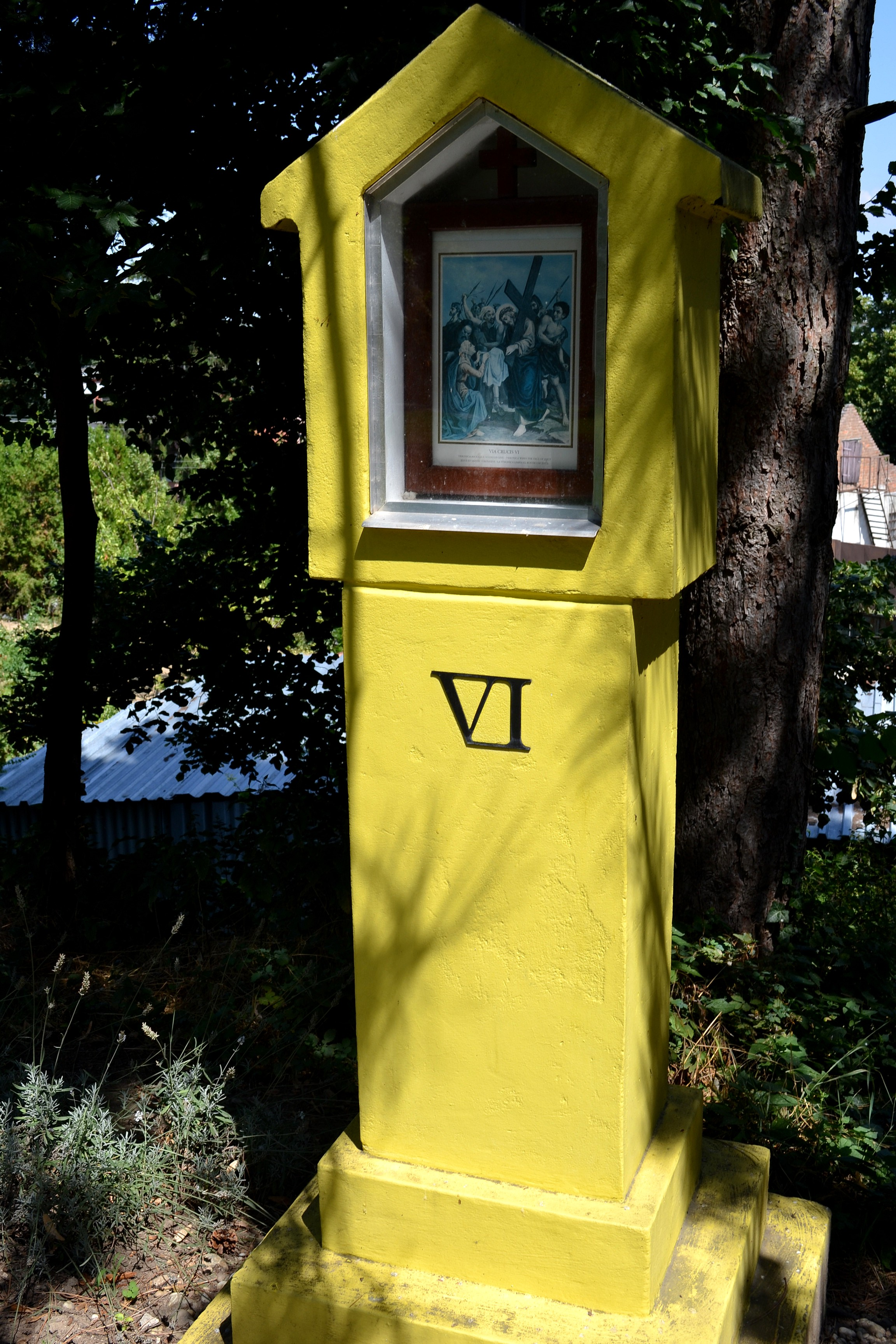
Křížová cesta
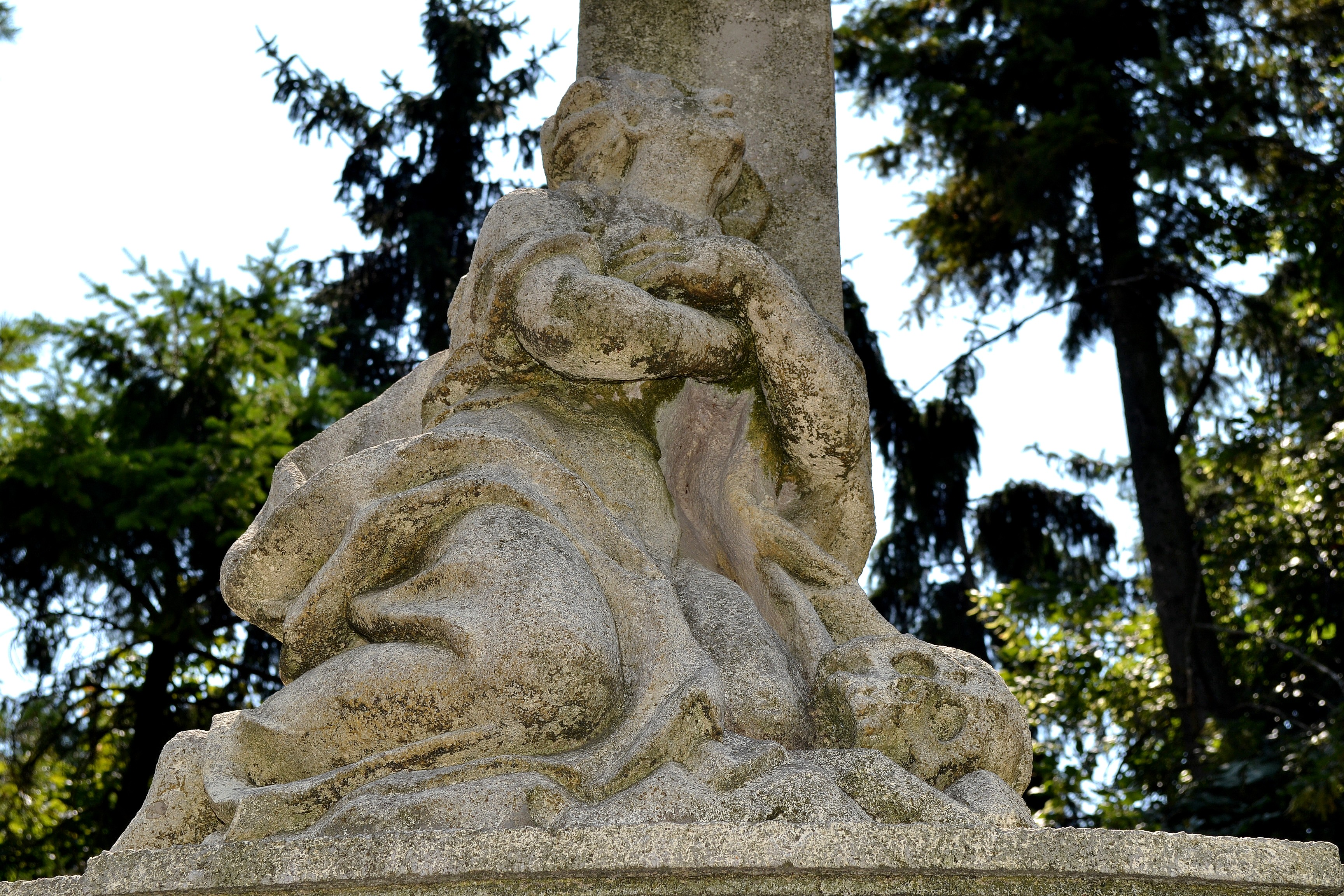
Plastika sousoší Máří Magdaléna
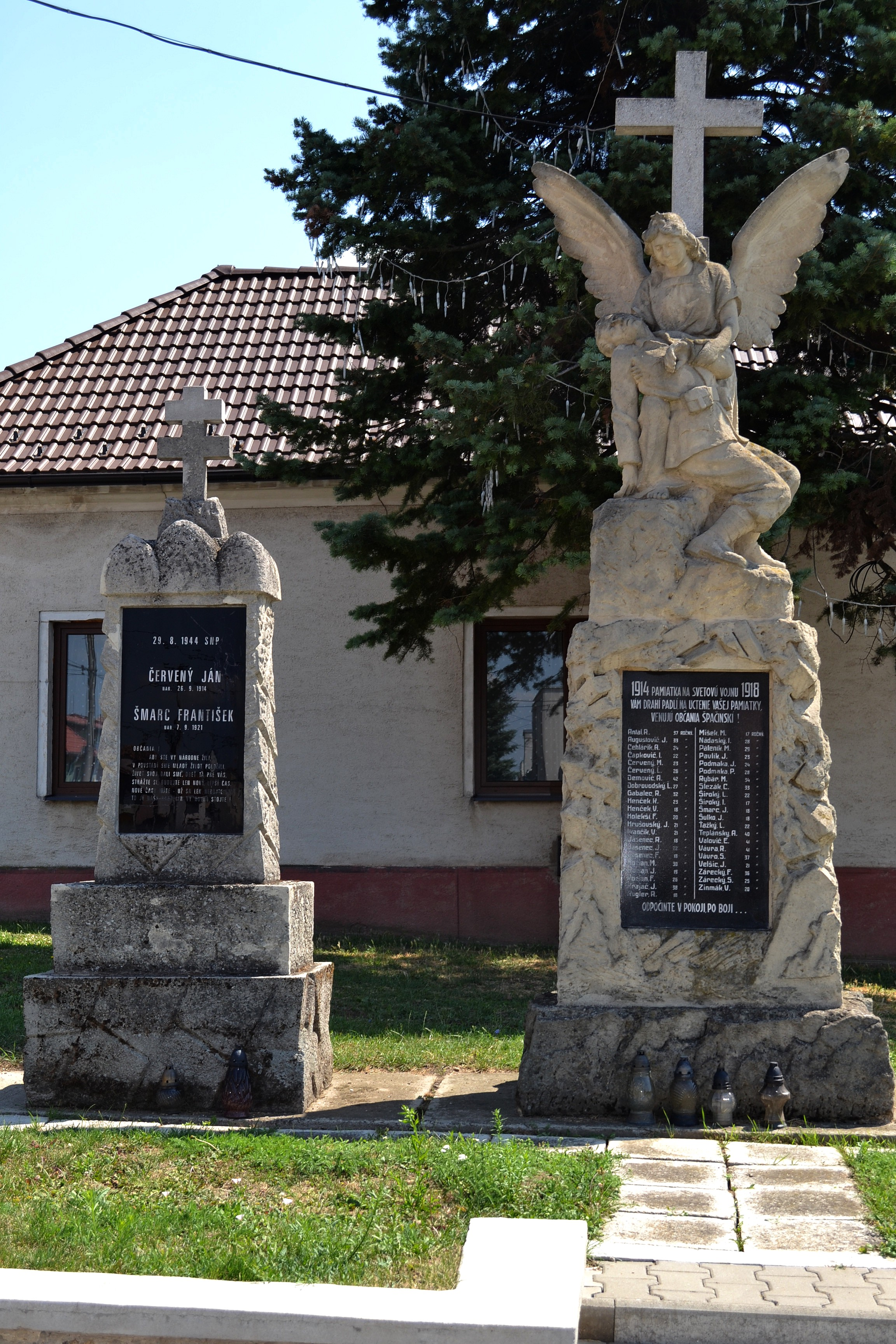
Památník obětem 1.sv.války
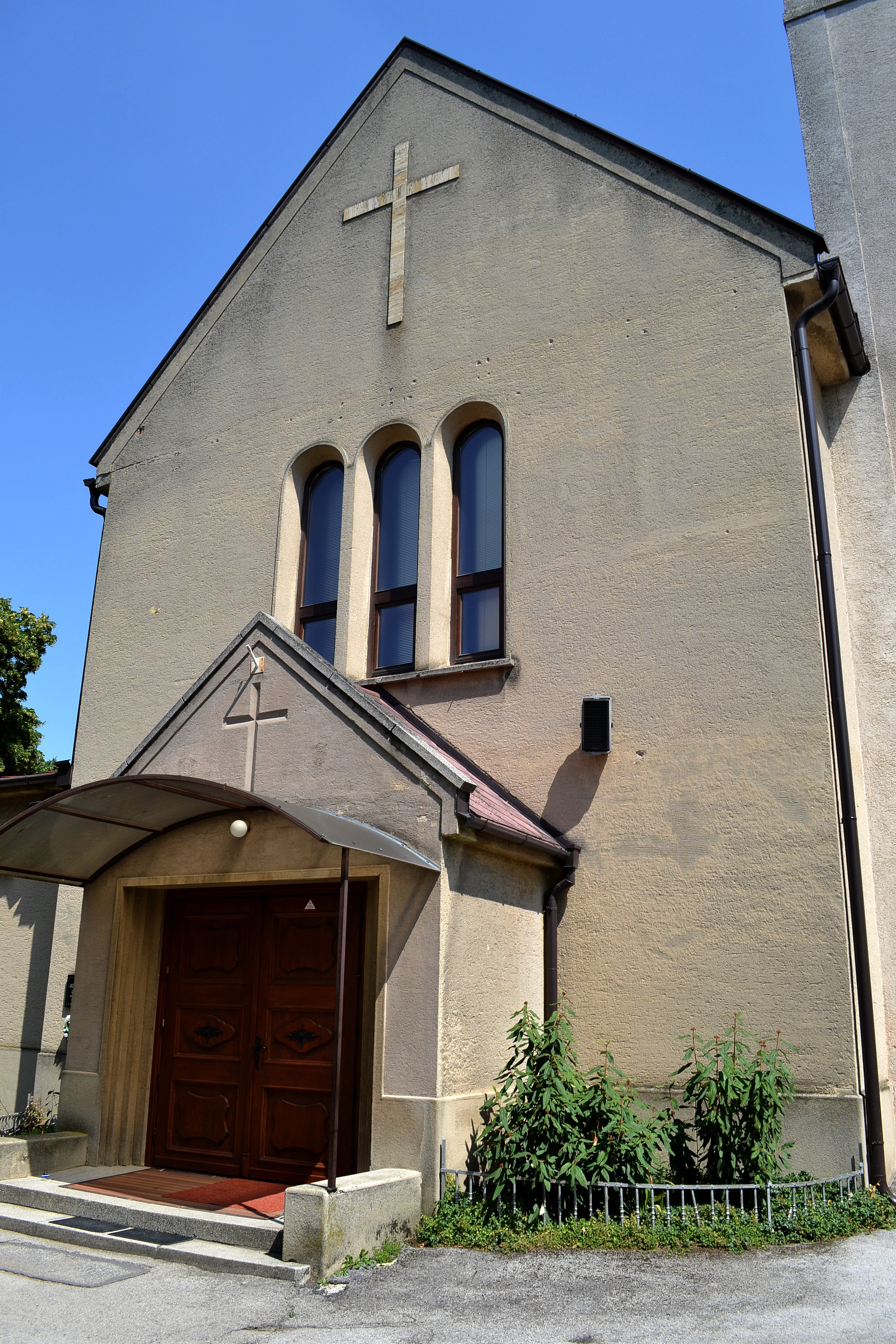
Kostel Panny Marie
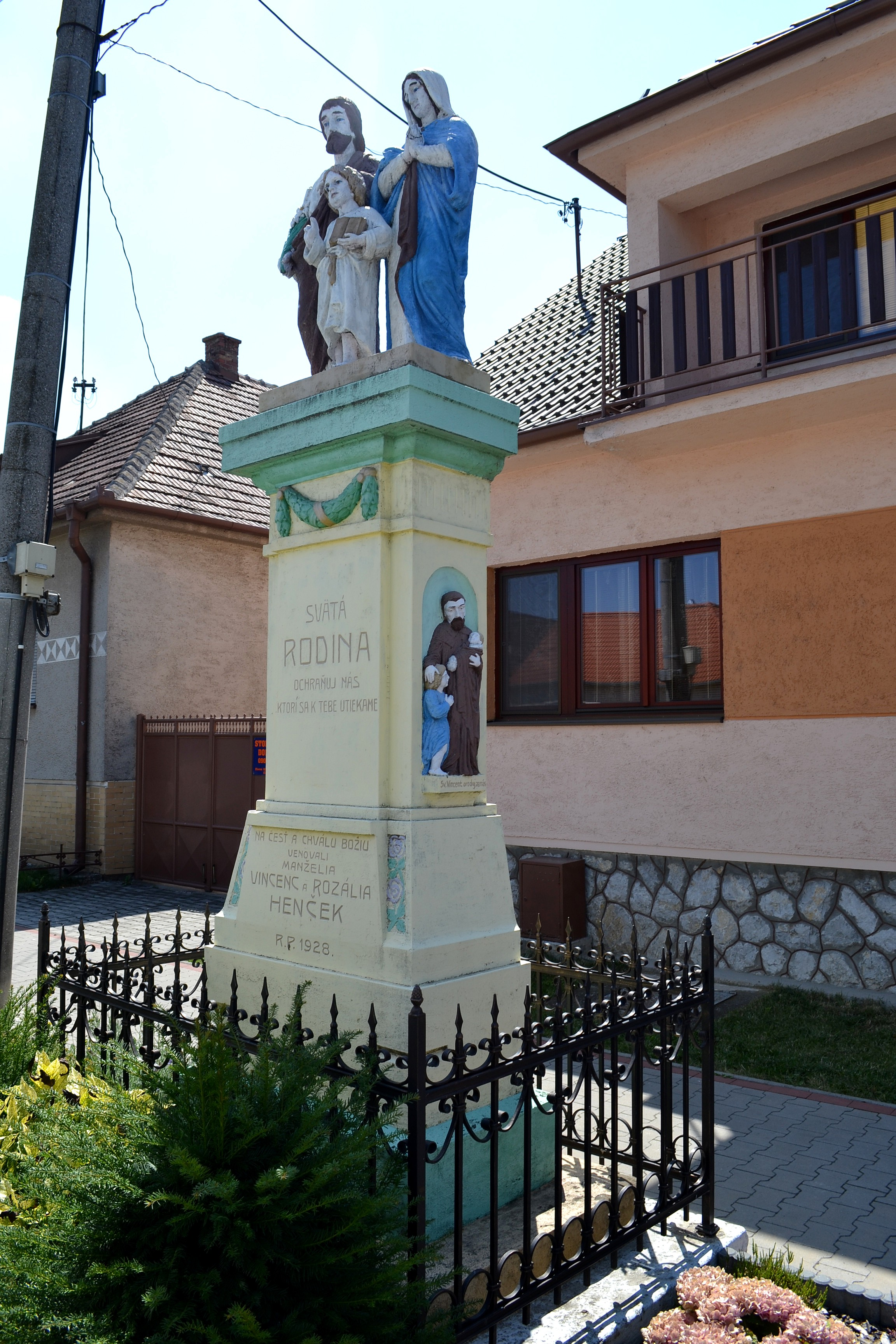
Sloup se sousoším sv. Rodiny